# Mikania decora
Mikania decora là một loài thực vật có hoa trong họ Cúc. Loài này được Poepp. & Endl. mô tả khoa học đầu tiên năm 1845.